# Лепестковый клапан
Лепестковый (пластинчатый) клапан — разновидность обратного клапана, предназначенная для обеспечения одностороннего протекания жидкости или газа в трубопроводе. Представляет собой одну или несколько гибких либо поворачивающихся на оси пластин.

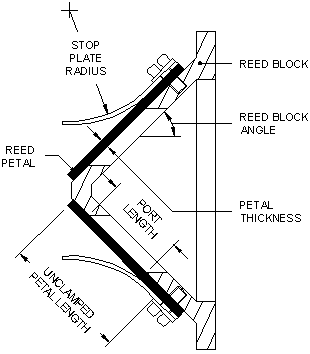
Секция лепестковых клапанов Mota-10

## Применение
Лепестковые клапаны нашли широкое применение в двухтактных двигателях внутреннего сгорания. Они устанавливаются во впускном канале между карбюратором и цилиндром, обеспечивая снижение потерь топлива на впуске и, как следствие, повышение мощности двигателя и его КПД.
Лепестковые клапаны применяются также для установки на нагнетательной стороне осевых вентиляторов с целью предотвращения попадания холодного воздуха и атмосферных осадков в производственные помещения после отключения вентиляторов. Во время работы вентилятора пластины клапана поддерживаются в открытом положении. После отключения вентилятора пластины возвращаются в исходное положение и перекрывают сечение клапана.

## История
Примерами лепестковых клапанов в природе являются клапаны сердца.
Кожаные лепестковые клапаны являются одними из первых устройств, применявшихся человеком для управления потоками жидкостей и газов. Они на протяжении тысяч лет использовались в водяных насосах и в течение сотен лет в мехах для кузниц и музыкальных инструментах, таких как органы и аккордеоны.